# Upload
Anglický termín to upload [tu aploud] (česky: k nahrání), či krátce upload (nahrání, odesílání) znamená odesílat data na vzdálený počítačový systém, jako je například server nebo jiný klient tak, aby vzdálený systém mohl uložit kopii dat. Používá se také jako obecné označení takovéhoto odchozího datového toku. Opačným procesem je download (stahování), při kterém jsou data přijímána.

## Rychlost
Rychlost se obvykle udává v b/s nebo v B/s a násobných jednotkách. Maximální rychlost uploadu je jedním z hlavních parametrů internetového připojení (od kterých se odvíjí cena služby) a poskytovatelé ji obvykle uvádějí v Mb/s, jako druhou hodnotu za lomítkem. Pokud je tedy u připojení uvedeno např. 20/5, znamená to, že max. rychlost stahování je 20 Mb/s a nahrávání 5 Mb/s. Maximální rychlost stahování a odesílání bývá často odlišná (tzv. asymetrické připojení), upload bývá obvykle i několikanásobně pomalejší.

## Vzdálené nahrávání
Přenos dat z jednoho systému do druhého vzdáleného pod kontrolou lokálního systému je vzdálené nahrávání (remote uploading).
Vzdálené nahrávání je využíváno některými on-line filehostingových služeb (file hosting services). Používá se také když má místní počítač pomalé připojení ke vzdáleným systémům, které ale mají rychlé spojení mezi sebou. Bez funkce vzdáleného nahrávání, tyto data se budou muset být nejprve do místního hostitelského serveru a potom se dojde k nahrávání do vzdáleného filehostingového serveru, v obou případech přes pomalé připojení.